# Il rompiballe (film 2008)
Il rompiballe (L'emmerdeur) è un film del 2008 diretto da Francis Veber.
È un remake dell'omonimo film del 1973, diretto da Édouard Molinaro e scritto proprio da Veber.

## Trama
Lasciato dalla moglie per un altro uomo, François Pignon, un rappresentante di camicie, si reca in un albergo per suicidarsi. Nella camera confinante alloggia il serial killer Ralf Milan, che invece si trova nell'albergo per uccidere un testimone di omicidio. Pignon allaga la stanza nel tentativo di farla finita, ma Milan persuade il receptionist a non chiamare la polizia, promettendo di vegliare su Pignon; impelagandosi nei problemi del marito depresso, viene così distratto dalla sua missione.